# سالم بن حميدة
سالم بن محمد بن حميدة شاعر تونسي ولد وتوفي في بلدة أكودة بتونس. عاش في تونس بين بلدة أكودة، ومدينة تونس، ومدينة سوسة.

## حياته
انتسب إلى المدرسة القرآنية التأديبية، وحفظ القرآن الكريم. ثم التحق بالجامعة الزيتونية، وحصل منها على شهادة التطويع في العلوم.
عيّن معلمًا بالمدرسة القرآنية الخيرية، ثم انتقل إلى سوسة معلمًا بالمدرسة القرآنية، ثم عمل في نيابة جمعية الأوقاف في مدينة سوسة أيضًا، كما عمل عدل إشهاد «موثقًا».
شغل خطة رئيس التعاضد (التعاون) الساحلي 1947 التابع للاتحاد العام التونسي للشغل.

## الإنتاج الشعري
- له ديوان الزهريات - تحقيق محمد الحبيب عباس - الشركة التونسية للنشر والتوزيع - تونس 1976، وله قصائد مختارة ضمن كتاب: الأدب التونسي في القرن الرابع عشر الهجري، ونماذج من شعره في الفياضيات.
شاعر شغفه الغزل وشفته الموسيقى، فاتخذ من النسق الموشحي نموذجًا يفيض عليه مشاعره وإيقاعاته، إنه - في نظمه - يصنع موسيقاه، كأنما يتشكل اللحن ثم تأتي العبارات الموقعة لتملأ مساحات أو مسافات الموسيقى، ولعل هذه الخاصية هي التي جعلت موشحاته هدفًا لأهل الموسيقى والغناء، حيث سهولة الاستجابة.